# Bungard (okręg Bistrița-Năsăud)
Bungard – wieś w Rumunii, w okręgu Bistrița-Năsăud, w gminie Lechința. W 2011 roku liczyła 55 mieszkańców.